# 春風亭柏枝
春風亭 柏枝（しゅんぷうてい はくし）は落語の名跡。10名前後確認されている。柳派の落語家が主に二ツ目に昇進する時やその前後で名乗っている。その他にも小燕枝、小柳枝もそれにあたる。
- 初代春風亭柏枝 - 後∶二代目柳亭燕路

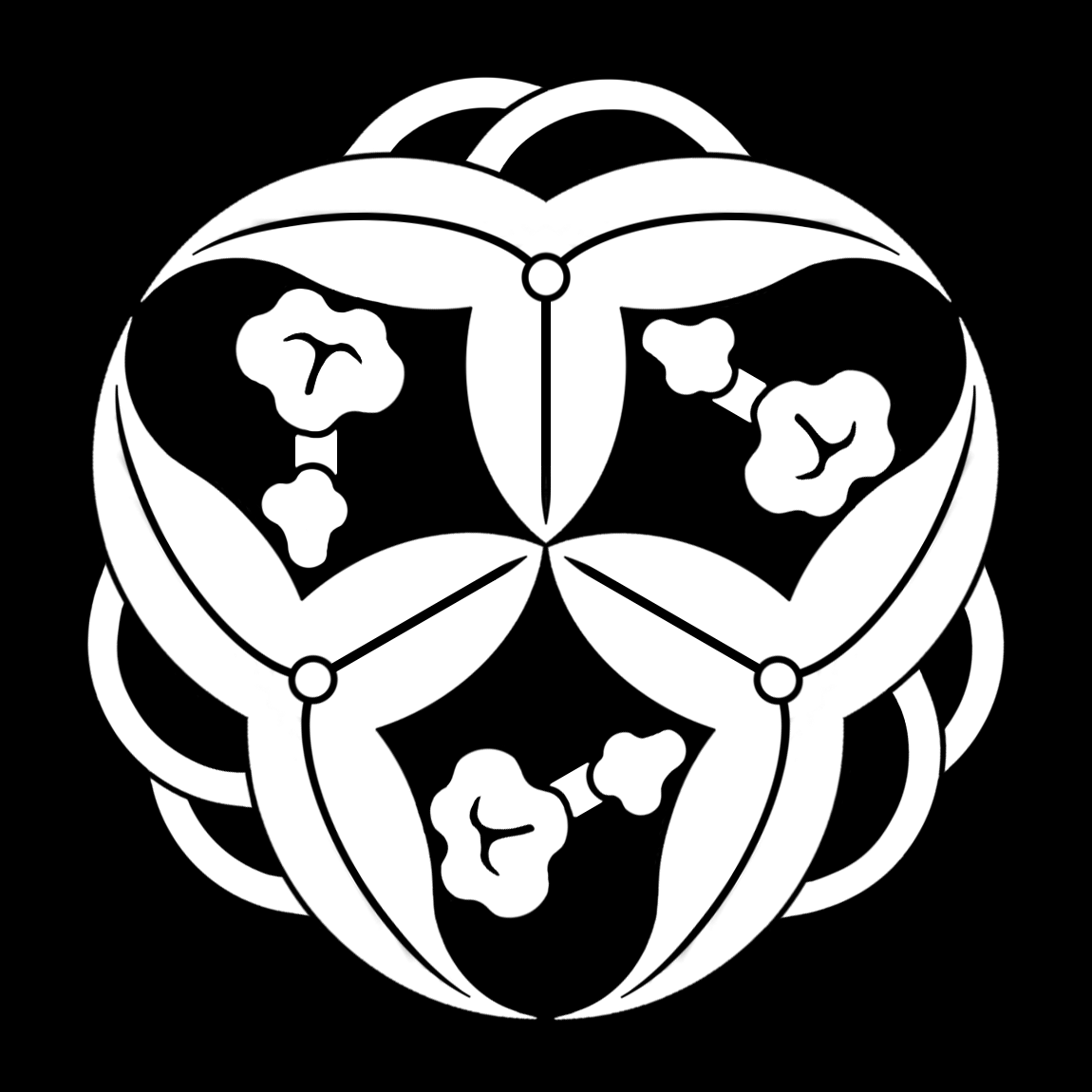
春風亭柳橋定紋

- 二代目春風亭柏枝 - 後∶四代目三升亭小勝
- 三代目春風亭柏枝 - 後∶四代目春風亭柳枝
- 四代目春風亭柏枝 - 後∶八代目入船亭扇橋
- 五代目春風亭柏枝 - 後∶柳家燕花
- 六代目春風亭柏枝 - 後∶朝寝坊おきな
- 七代目春風亭柏枝 - 後∶六代目春風亭柳橋
- 八代目春風亭柏枝 - 後∶八代目春風亭柳枝
- 九代目（六代目）春風亭柏枝 - 後∶七代目春風亭柳橋。
- 十代目（七代目）春風亭柏枝 - 現∶八代目春風亭柳橋
- 十一代目（八代目）春風亭柏枝 - 当代